# 松本祐子 (演出家)
松本 祐子（まつもと ゆうこ、1967年 - ）は日本の演出家。大阪府枚方市出身。文学座座員（所属）。日本演出者協会理事。

## 略歴
明治大学文学部文学科演劇学専攻を卒業後、1992年文学座附属演劇研究所入所（32期）。1997年座員昇格。1999年文化庁在外研修員として1年間、ロンドンにて研修。帰国後、数々の作品を発表し、湯浅芳子賞、毎日芸術賞（千田是也賞）、第71回芸術選奨文部科学大臣賞などを受賞。

## 主な演出作品
- 1999年『冬のひまわり』（鄭義信作）文学座アトリエの会
- 2005年、2007年『ミザリー』（スティーブン・キング原作）コマプロダクション
- 2006年『サムワン』（フランク・マクギネス作）ホリプロ
- 2007年、2010年『ウーマン・イン・ホワイト』（アンドルー・ロイド・ウェバー作）ホリプロ
- 2008年、2011年『鳥瞰図』（早船聡作）新国立劇場
- 2009年『犀』（ウジェーヌ・イヨネスコ作）文学座アトリエの会
- 2010年『トロイアの女たち』（エウリピデス作）文学座アトリエの会
- 2010年『やけたトタン屋根の上の猫』（テネシー・ウィリアムズ作）新国立劇場
- 2019年『ヒトハミナ、ヒトナミノ』（横山拓也作）企画集団マッチポイント
- 2019年『スリーウインターズ』文学座アトリエの会
  - クロアチアの劇作家テーナ・シュティヴィチッチ（Tena Štivičić）作。日本初演。
- 2020年『五十四の瞳』（鄭義信作）文学座

### 受賞歴
- 2002年：第9回湯浅芳子賞／演劇上演部門 （『ペンテコスト』）。
- 2006年：第47回毎日芸術賞（第8回千田是也賞）受賞（『ぬけがら』、『ピーターパン』）[2]。
- 2019年：第54回紀伊國屋演劇賞個人賞受賞（「ヒトハミナ、ヒトナミノ」「スリーウインターズ」）。
- 2019年：第27回読売演劇大賞最優秀演出家賞受賞（同上）。
- 2020年：第7回ハヤカワ「悲劇喜劇」賞[3]受賞（『スリーウインターズ』）。
- 2021年：第71回芸術選奨文部科学大臣賞（『五十四の瞳』）[4]。